# Liste der Monuments historiques in Noisiel
Die Liste der Monuments historiques in Noisiel führt die Monuments historiques in der französischen Gemeinde Noisiel auf.

## Liste der Bauwerke
| Bezeichnung                     | Beschreibung | Standort                                           | Kennzeichnung | Schutzstatus   | Datum     | Bild           |
| ------------------------------- | ------------ | -------------------------------------------------- | ------------- | -------------- | --------- | -------------- |
| Ehemaliges Hôtel de Ville       |              | 199, place Gaston-Menier (Lage)                    | PA00087172    | Inscrit        | 1986      | weitere Bilder |
| Schloss                         |              | Cours du Château (Lage)                            | PA00087168    | Inscrit        | 1986      | weitere Bilder |
| La Ferme du Buisson (Bauernhof) |              | (Lage)                                             | PA00087170    | Inscrit        | 1986      | weitere Bilder |
| Hôtel de Ville                  |              | Place Émile-Menier 25, 26 rue Albert-Menier (Lage) | PA00087171    | Inscrit        | 1986      | weitere Bilder |
| Denkmal für Émile Menier        |              | Place Émile-Menier (Lage)                          | PA00087173    | Inscrit        | 1986      | weitere Bilder |
| Petit Château                   |              | 5, boulevard Pierre-Carle (Lage)                   | PA00087169    | Inscrit        | 1986      | weitere Bilder |
| Réfectoires                     |              | 28, place Émile-Menier (Lage)                      | PA00087174    | Inscrit        | 1986      | weitere Bilder |
| Schokoladenfabrik Menier        |              | (Lage)                                             | PA00087175    | Inscrit Classé | 1986 1992 | weitere Bilder |

## Liste der Objekte
| Bezeichnung                   | Beschreibung                        | Standort | Kennzeichnung | Schutzstatus | Datum | Bild |
| ----------------------------- | ----------------------------------- | -------- | ------------- | ------------ | ----- | ---- |
| Büste von Emile-Justin Menier | Marmor, 1879; im ehemaligen Rathaus | (Lage)   | PM77002246    | Classé       | 2008  |      |